# Миронов, Василий Григорьевич
Васи́лий Григо́рьевич Миро́нов (5 января 1919, Ясашная Ташла, Симбирская губерния — 14 марта 2001, Саратов) — командир пулеметной роты 1-го батальона 240-го стрелкового полка 117-й стрелковой дивизии, капитан, Герой Советского Союза.

## Биография
Родился 5 января 1919 года в селе Ясашная Ташла (ныне — в Тереньгульском районе Ульяновской области). В 1939 году окончил Ульяновский строительный техникум. С 1939 по 1946 год служил в Красной Армии.
Участник Великой Отечественной войны с 1942 года. Воевал на Калининском, Северо-Западном, 1-м Прибалтийском и 1-м Белорусском фронтах.
29 июля 1944 года для форсирования Вислы рота Миронова отправлена в район Пулавы. Было решено переправляться возле небольшого острова в центре реки. Под огнём крупнокалиберных пулемётов и авиационными ударами рота успешно переправилась на вражеский берег реки. Группе бойцов под руководством Миронова удалось закрепиться на небольшом плацдарме и удерживать его двое суток. Было отражено 12 контратак противника. Благодаря этим действиям основные силы смогли переправиться через реку.
Звание Героя Советского Союза с вручением ордена Ленина и медали «Золотая Звезда» присвоено 27 февраля 1945 года «за отвагу и мужество, проявленные при форсировании Вислы, захвате и удержании плацдарма на западном берегу реки».
Жил в Саратове. Работал лесничим. Умер 14 марта 2001 года. Похоронен в Саратове.

## Награды
- Медаль «Золотая Звезда».
- Орден Ленина.
- Два ордена Отечественной войны 1-й степени.
- Орден Красной Звезды.
- Медали.